# Most przez rzekę Macleay
Most przez rzekę Macleay ((ang.)  Macleay River Bridge)  – most drogowy przez rzekę Macleay w Kempsey, Nowa Południowa Walia, Australia w ciągu drogi krajowej Pacific Highway. Most o długości 3,2 km jest najdłuższym mostem w Australii. 
Most poprowadzony nad rzeką Macleay oraz przyległymi do niej terenami zalewowymi jest elementem obwodnicy miasta Kempsey długości 14 km. Trasa ma dwie jezdnie po dwa pasy ruchu. Budowa obwodnicy i mostu prowadzona była w latach 2011-2013.
Koszt budowy obwodnicy wraz z mostem wynósł 618 mln.  AUD.